# ماسوجي إيبوسي
ماسوجي إيبوسي (1898 - 1993)، هو كاتب ياباني وأحد أبرز كتاب القصة اليابانيين في العصر الحديث. ولد في 15 فبراير 1898 في مدينة كامو جنوب غرب اليابان بالقرب من مدينة هيروشيما. وتوجه عام 1917م إلى طوكيو لدراسة الأدب الفرنسي في جامعة واسيدا لكنه لم يكمل الدراسة.
ذاعت شهرته بعد صدوره كتابه <<السمندل>>. إلا ان شهرته العالمية تعود بالدرجة الأولى إلى قصته <<المطر الأسود>> التي صدرت عام 1966م وترجمت فوراً إلى الكثير من اللغات، وتحكي معاناة سيدة شابة وأسرتها الذين كانوا من ضحايا قنبلة هيروشيما، وقد فازت هذه القصة بجائزة نوسا للاأدب.
وقد كان الكاتب من أشهر المعارضين لإنتاج الأسلحة النووية. ودعا عام 1982م إلى فرض حظر عالمي عليها. واستجاب لدعوته نحو 500 كاتب عالمي وقعوا على عريضة دعوته.

## من مؤلفاته
من أشهر كتبه:
- المطر الأسود (رواية) 1966.

## روابط خارجية
- ماسوجي إيبوسي على موقع IMDb (الإنجليزية)
- ماسوجي إيبوسي على موقع الموسوعة البريطانية (الإنجليزية)
- ماسوجي إيبوسي على موقع قاعدة بيانات الفيلم (الإنجليزية)